# Gerda Roosval-Kallstenius
Gerda Roosval-Kallstenius (10 de febrero de 1864, Kalmar - 21 de agosto de 1939, Västervik) fue una pintora sueca que se especializó en paisajes y escenas con figuras.

## Biografía
Era hija del empresario John Roosval y de Johanna Kramer. La familia de su padre tuvo varias personas notables en el mundo de las artes creativas, incluidos sus tíos maternos, el historiador de arte Johnny Roosval y el cineasta temprano Albin Roosval.
Roosval-Kallstenius creció en Kalmar y fue enviada a Montreux después de terminar la escuela de niñas, donde profundizó su dominio del francés y obtuvo inspiración artística. Después de regresar a Kalmar en junio de 1881, Christine Sundberg, una de las primeras mujeres en estudiar en la Real Academia Sueca de Bellas Artes, le enseñó dibujo y pintura. En 1884, Roosval-Kallstenius se mudó a Estocolmo para estudiar en la Escuela Técnica (ahora Konstfack) hasta 1885. En este momento recibió orientación en pintura de Ferdinand Stoopendaal. Estos estudios preparatorios finalmente consiguieron que fuera admitida en la Academia de Bellas Artes en el otoño de 1886.
En 1891 se casó con el también pintor Gottfrid Kallstenius. Su hijo, Evald Kallstenius, también se convirtió en pintor.
Al recibir su marido una beca, se trasladaron a París y se establecieron en la colonia de arte sueca de Grez-sur-Loing . Mientras estuvo allí, continuó su formación con Raphaël Collin. Tras viajar a Italia, la pareja regresó a Suecia en 1896.
Murió el 21 de agosto de 1939 en Västervik. Su trabajo se encuentra en los principales museos de Suecia, tales como el Museo Nacional de Estocolmo el Kialmar Konstmuseum y el Östergötlands museum.

## Galería de imágenes

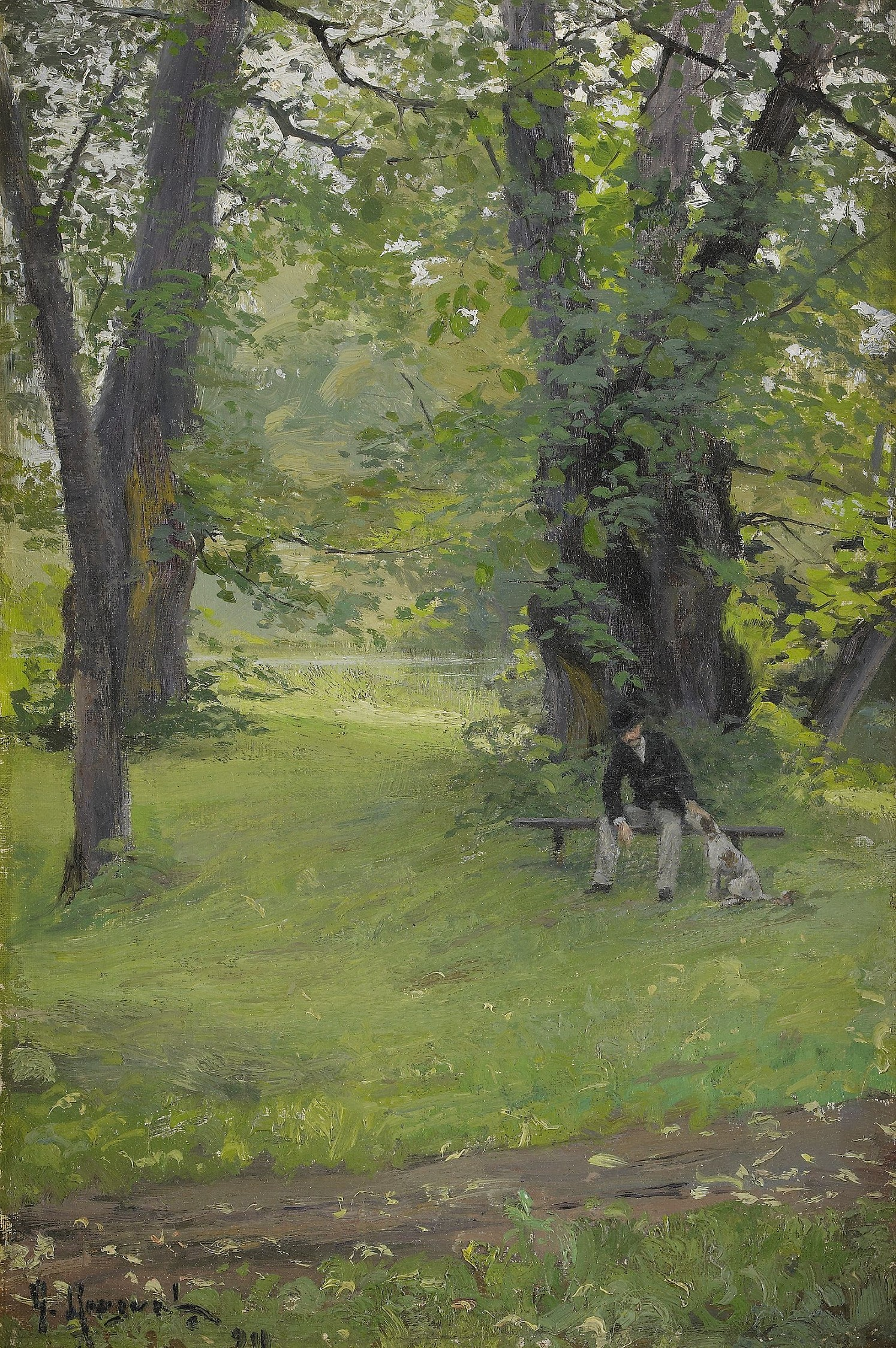
Parkland con un hombre sentado y un perro (1890)
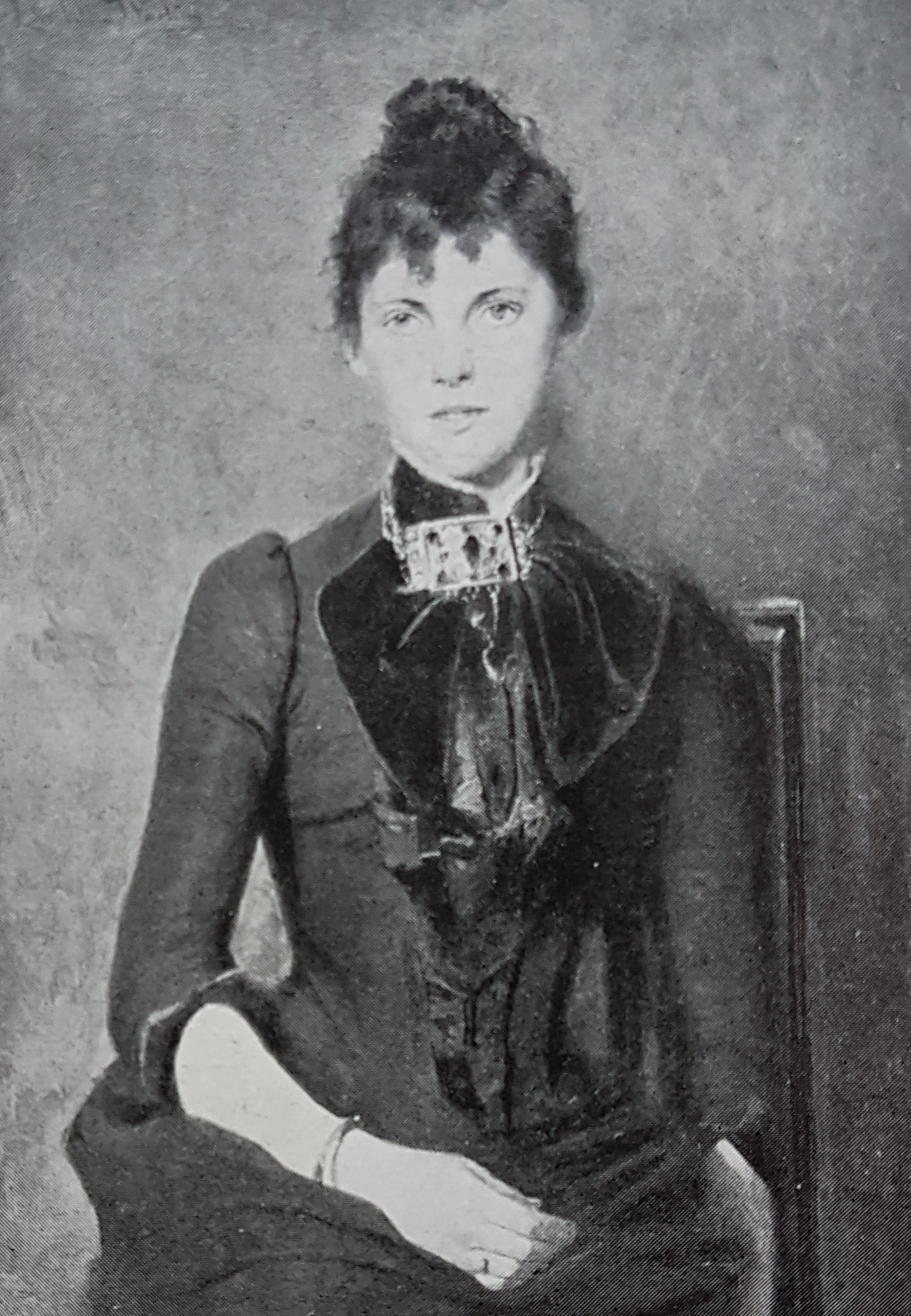
Retrato de la Sra. K. (realizado por Elisabeth Warling )
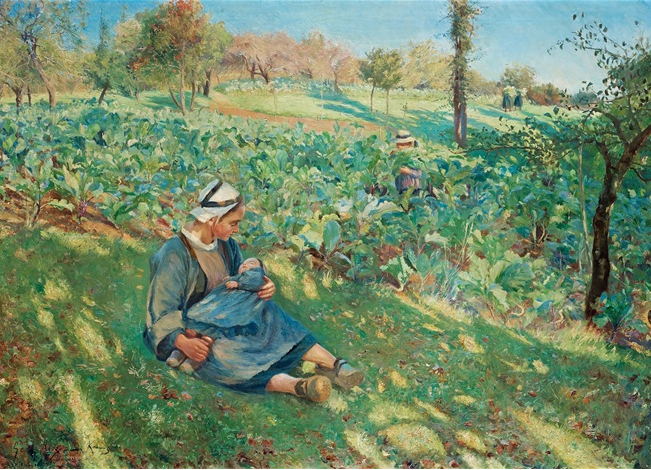
Día de verano - Clima frío (Le Pouldu, Bretaña 1891)
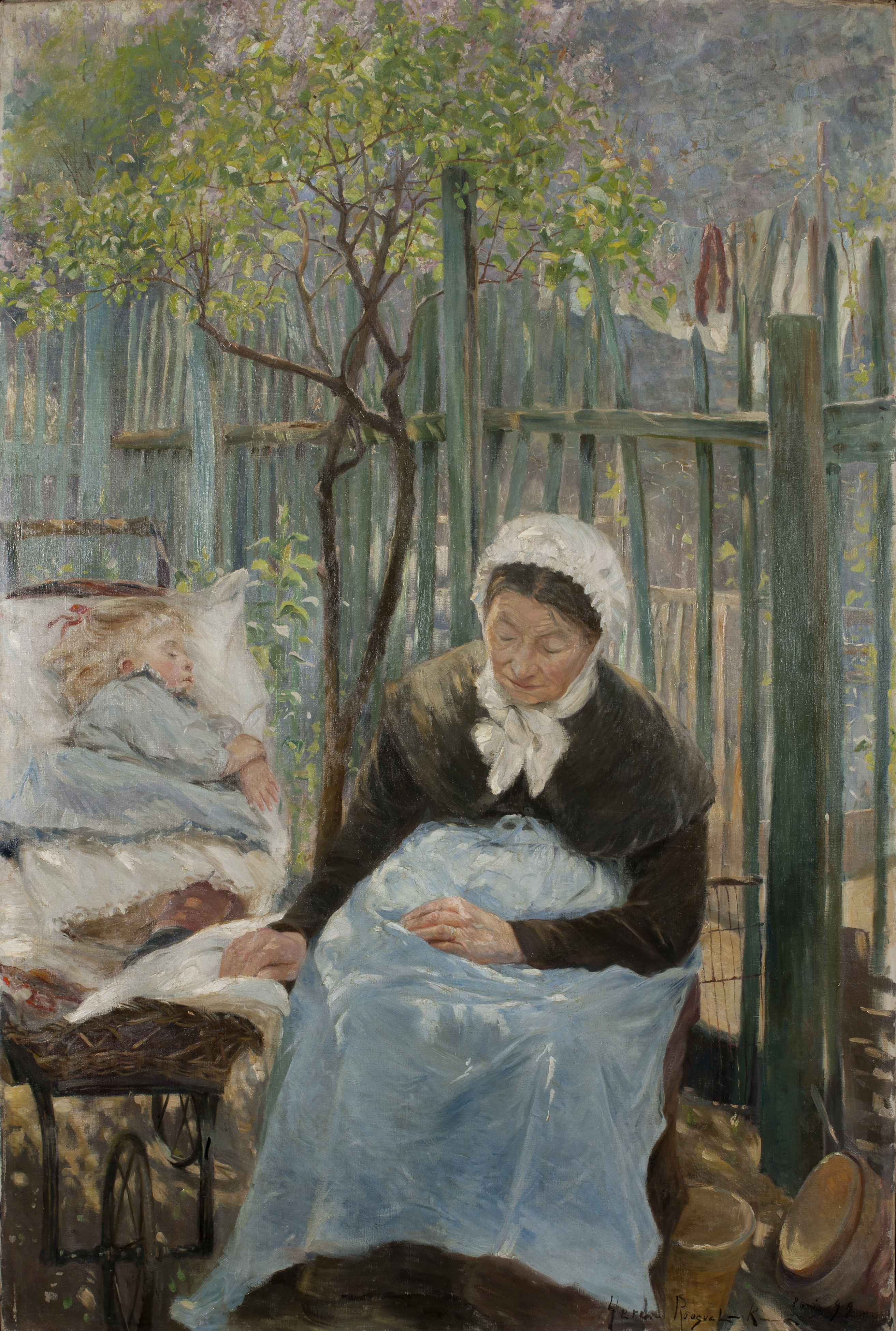
París en primavera (1892)
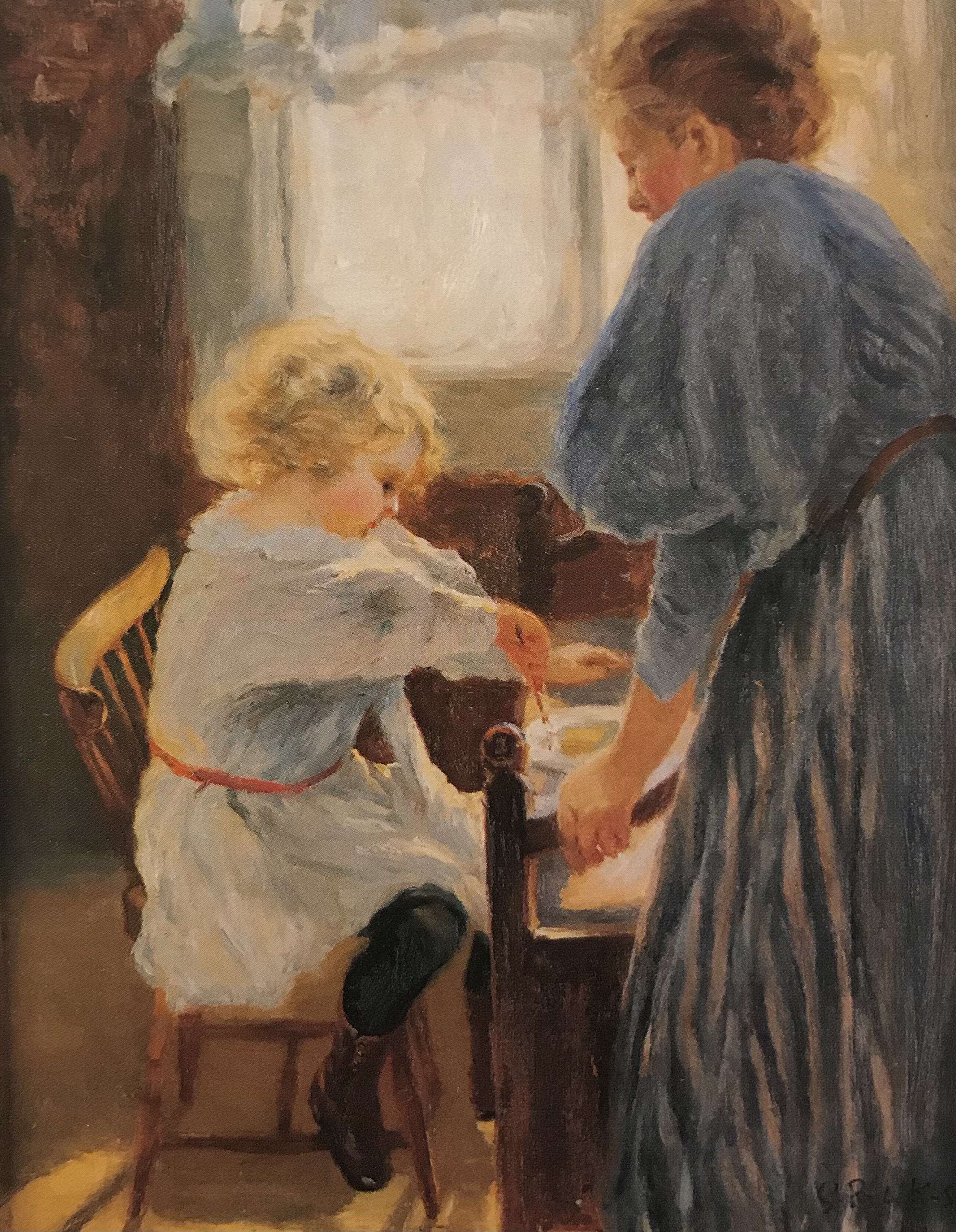
El hijo del artista, John, come mientras su niñera, Selma, está esperando. (Borsö, c: 1896)
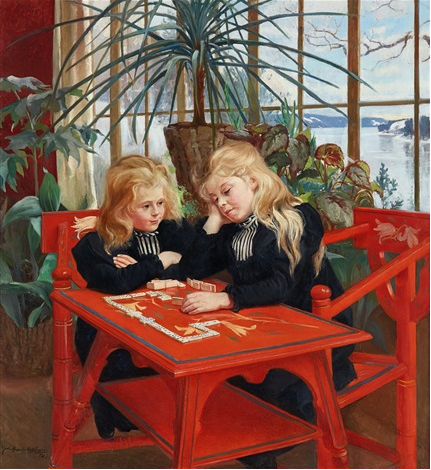
Jugando al dominó (1912)
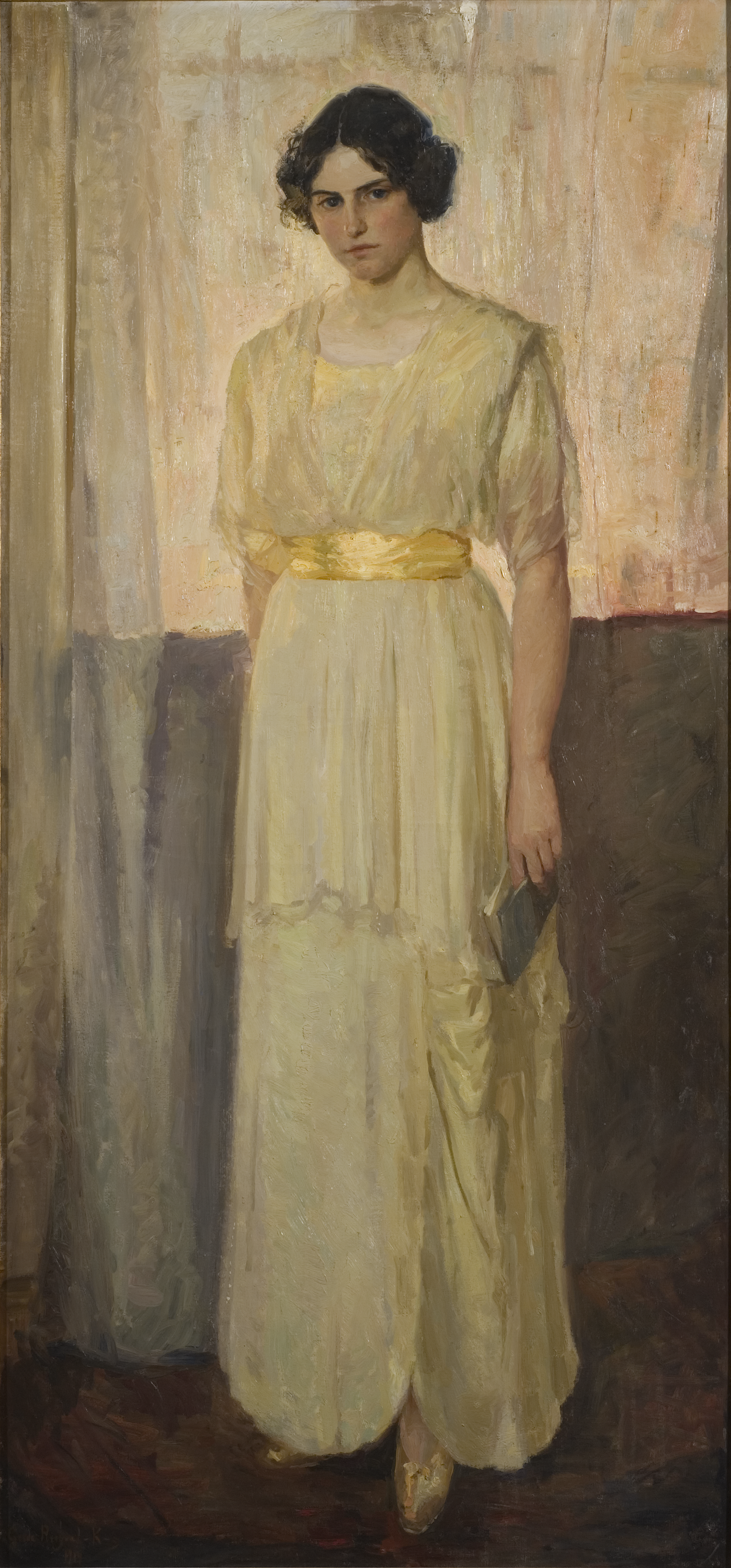
Retrato de Astrid Setterwall Ångström (1914)
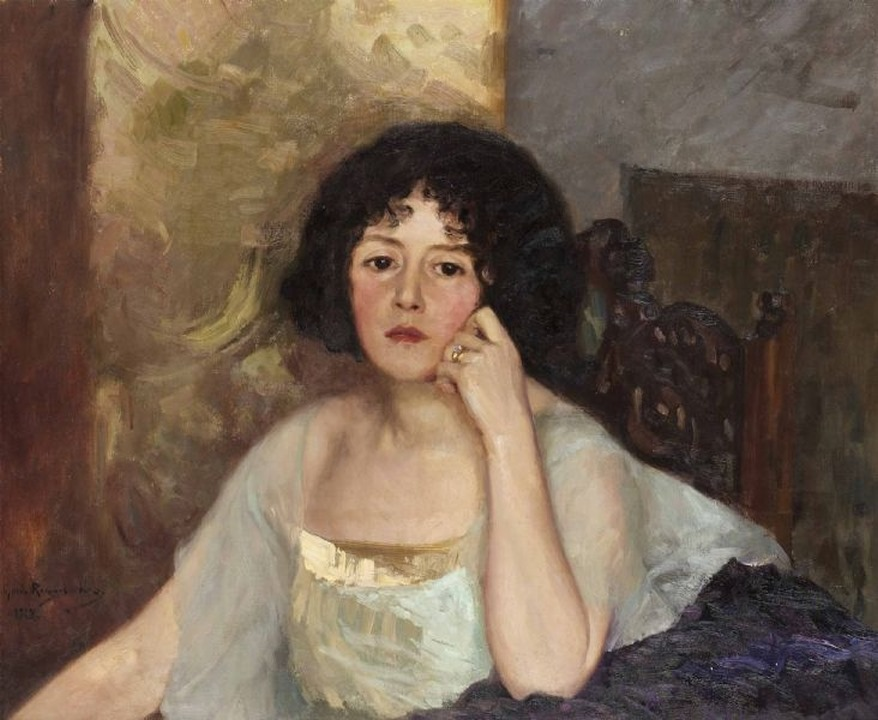
Retrato de Ellen Roosval von Hallwyl (1918)
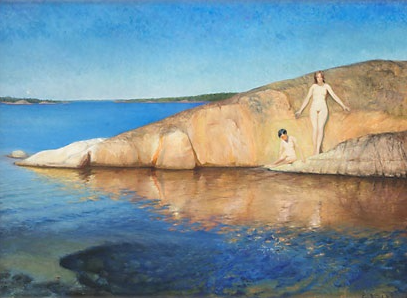
Baño en el acantilado (1931)